# 名和顕孝
名和 顕孝（なわ あきたか）は、戦国時代の武将。宇土名和氏の6代当主。宇土城主。『まんが日本昔ばなし』の「孝行娘」に登場する「若殿さま（伯耆守顕孝）」と同一人物である。

## 概要
1561年（永禄4年）、肥後国の武将・名和行直の子として生まれる。
1579年（天正7年）、島津氏に対して城氏と共に接近。
1587年（天正15年）、豊臣秀吉による島津氏征伐に巻き込まれ降伏し、豊臣軍に加勢して功を挙げた。これにより秀吉から本領を安堵されるが、同年に起きた肥後国人一揆に際して、肥後国主に封ぜられた佐々成政へ合力せず中立を保ったことを咎められる。顕孝はみずから釈明すべく大坂へ赴くが、城代を任せた弟の名和顕輝が秀吉軍の開城勧告を拒否したため討伐され改易となった。1588年（天正16年）からは筑前国の小早川氏に属した。
1608年（慶長13年）、死去。
跡目は子の長興が継ぎ、筑後柳川藩主・立花宗茂に召し抱えられ、「伯耆（ほうき）」を称した。子孫は柳川藩士として存続し、幕末に至って再び「名和（なわ）」を称した。時の当主・名和長恭が男爵に叙せられ、名和神社の神職となった。